# Isuzu Gemini
Isuzu Gemini – kompaktowy samochód osobowy produkowany przez japońską firmę Isuzu w latach 1974–2000. Dostępny jako: 4-drzwiowy sedan, 2-drzwiowe coupé oraz 3-drzwiowy hatchback. Następca modelu Bellett. Do napędu używano silników R4. Moc przenoszona była na oś przednią (I generacja - napęd tylny) poprzez 4- lub 5-biegową manualną bądź 3-biegową automatyczną skrzynię biegów. Samochód sprzedawany był na całym świecie pod wieloma różnymi nazwami. Powstało pięć generacji modelu.

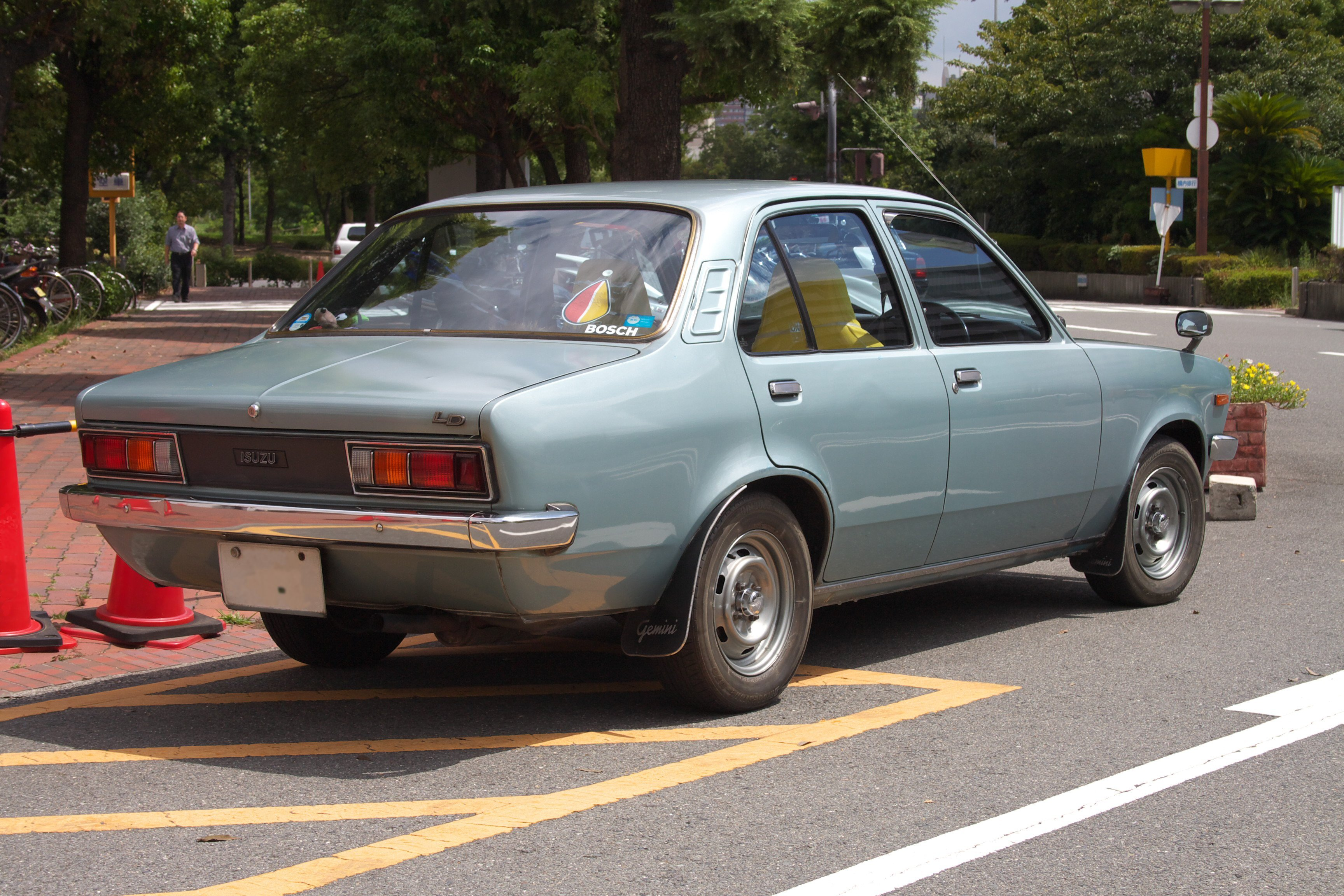
Gemini I generacji

## Dane techniczne ('79 1800)

### Silnik
- R4 1,8 l (1817 cm³), 2 zawory na cylinder, SOHC
- Układ zasilania: gaźnik
- Średnica cylindra × skok tłoka: 84,00 mm × 82,00 mm
- Stopień sprężania: 8,5:1
- Moc maksymalna: 112 KM (82 kW) przy 5600 obr./min
- Maksymalny moment obrotowy: 152 N•m przy 4000 obr./min

## II generacja

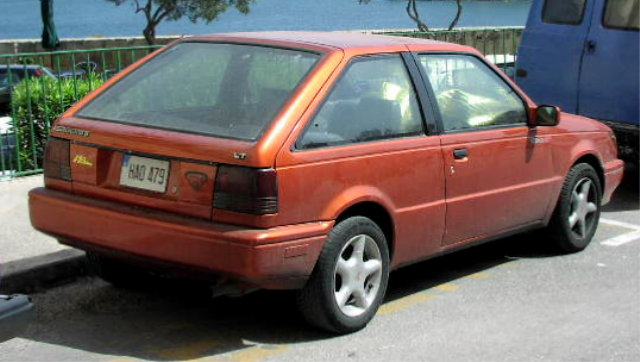
Gemini od wiosny 1987

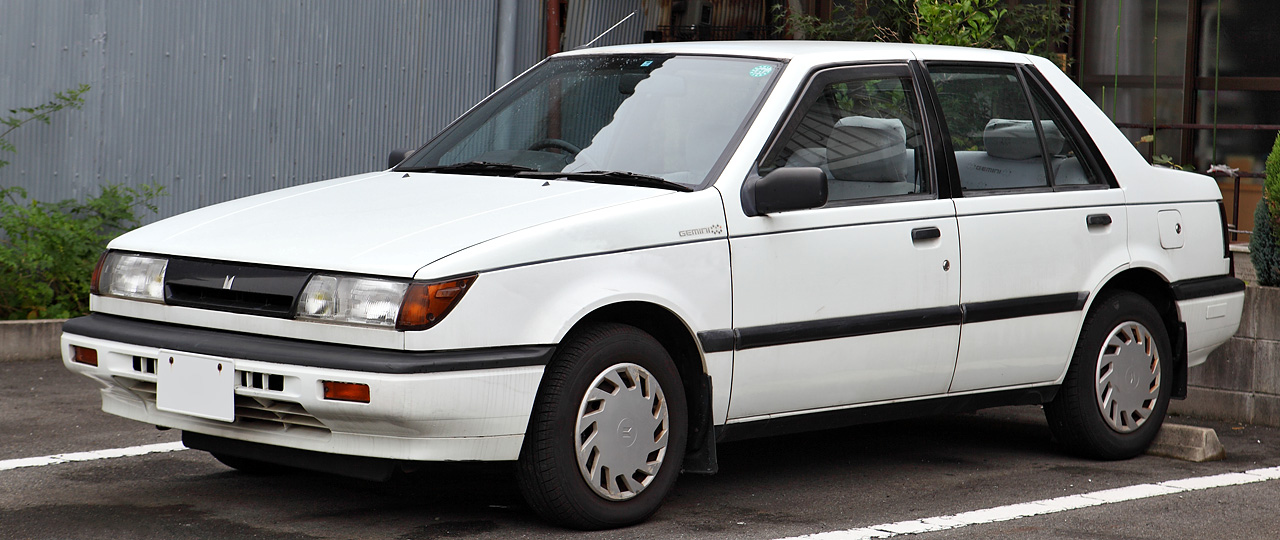
Gemini sedan od wiosny 1987

### Osiągi
- Przyspieszenie 0-100 km/h: b/d
- Prędkość maksymalna: 170 km/h

## III generacja

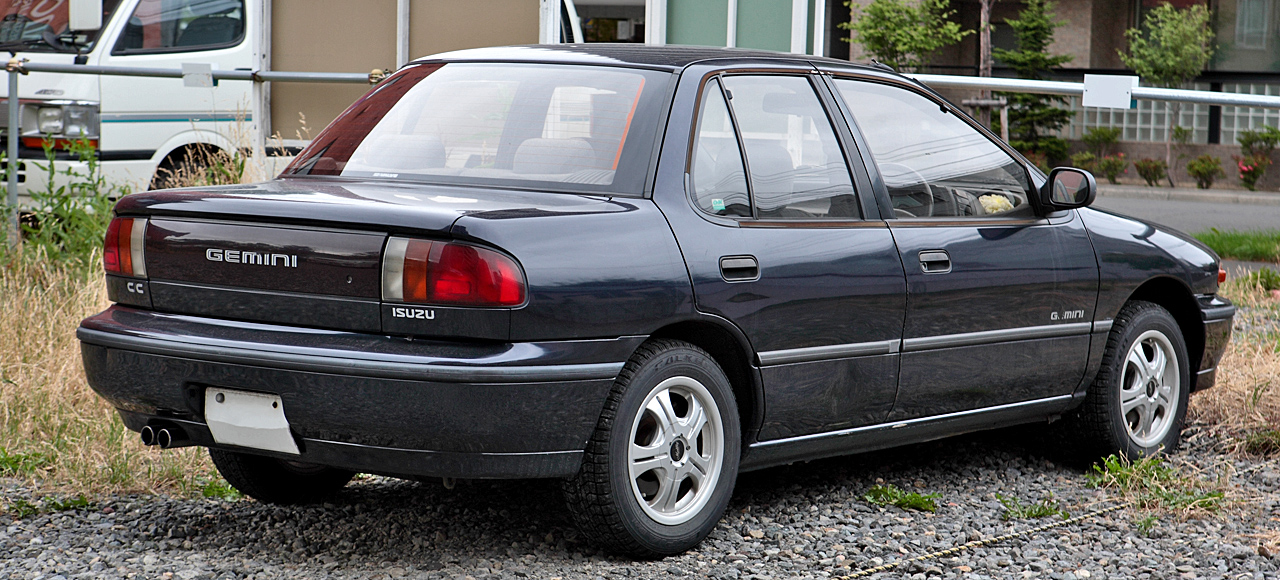
Gemini Sedan

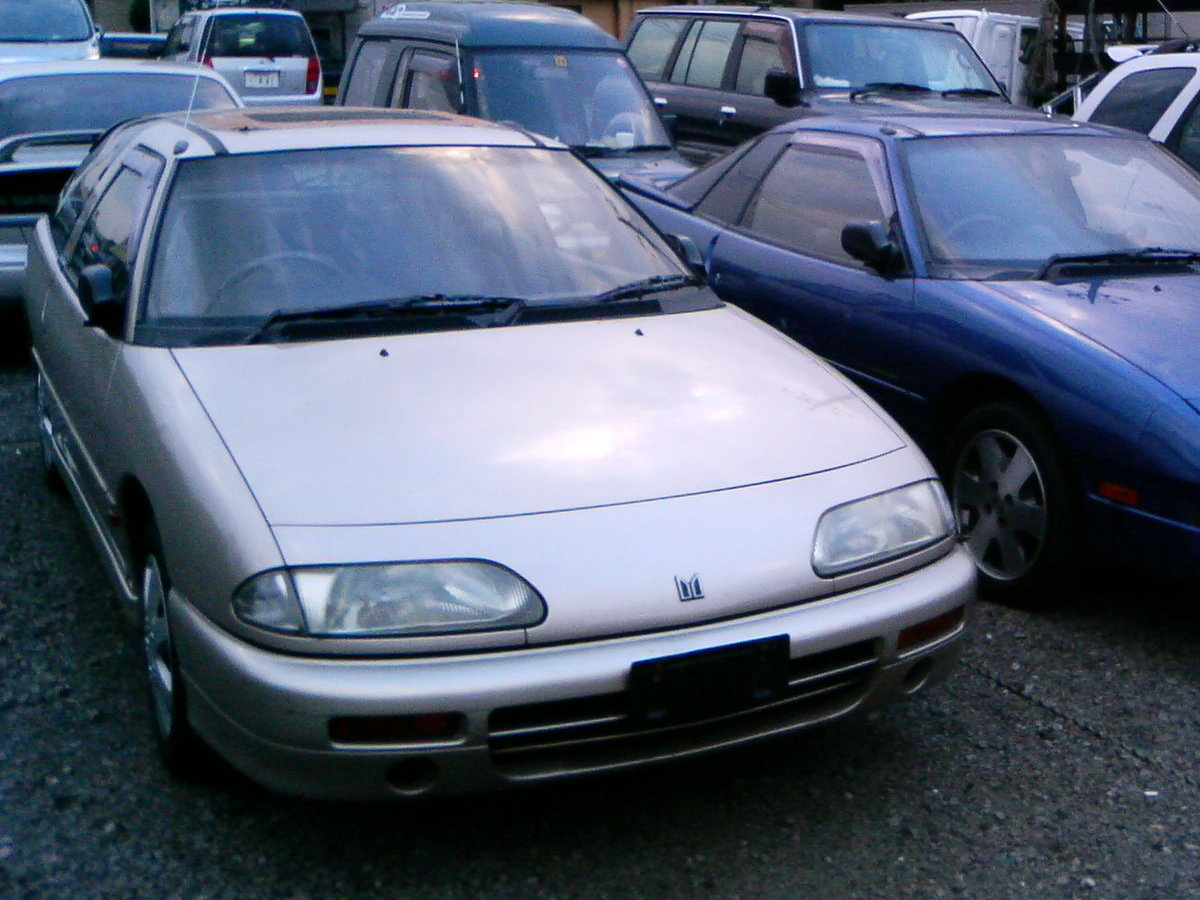
Gemini hatchback USA

### Silnik
- R4 1,8 l (1809 cm³), 4 zawory na cylinder, DOHC
- Układ zasilania: wtrysk
- Średnica cylindra × skok tłoka: 80,00 mm × 90,00 mm
- Stopień sprężania: 9,8:1
- Moc maksymalna: 142 KM (104 kW) przy 6400 obr./min
- Maksymalny moment obrotowy: 163 N•m przy 4600 obr./min

### Osiągi
- Przyspieszenie 0-100 km/h: b/d
- Prędkość maksymalna: b/d

## Galeria

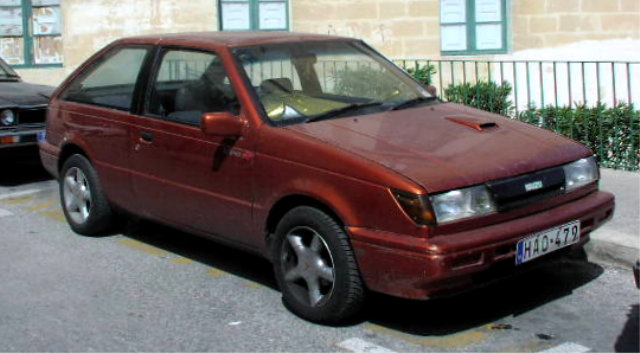
II generacja
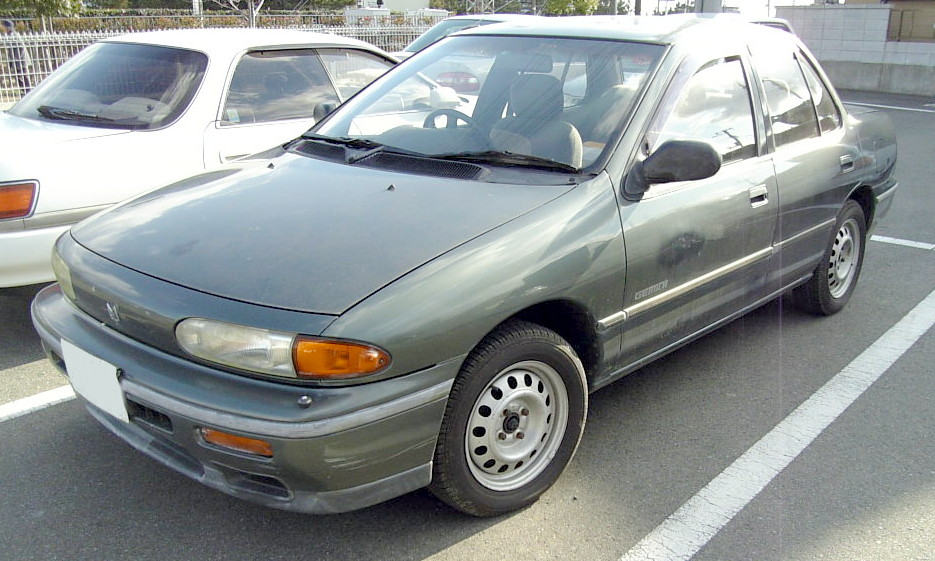
III generacja
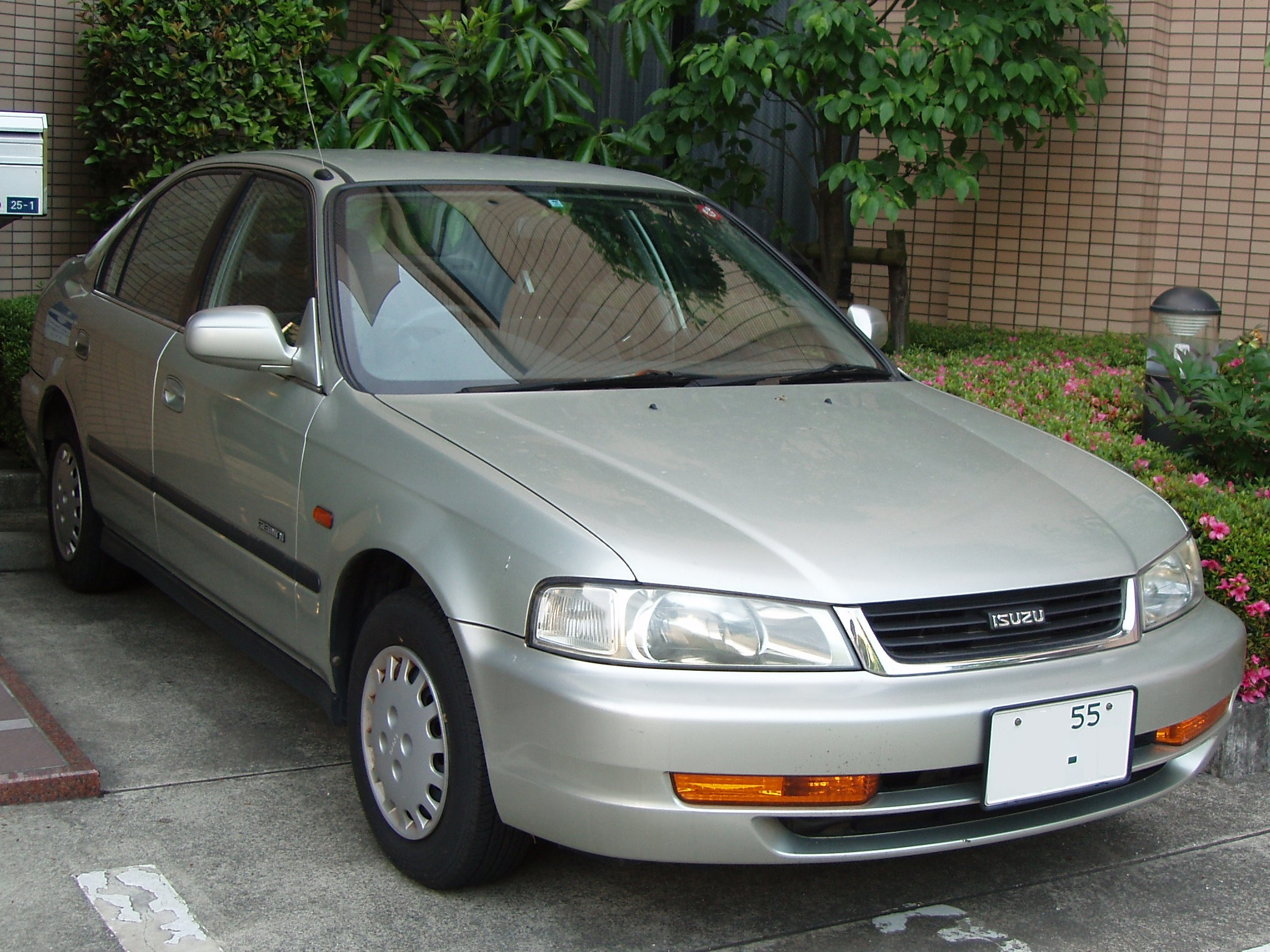
V generacja